# Laguna Blanca (Chile)
Laguna Blanca – gmina w Chile, w prowincji Magallanes i regionie o tej samej nazwie. Jej powierzchnia wynosi 3695,6 km². W 2002 roku zamieszkiwały ją 663 osoby. Liczba ta spadła o 12,4% do 2015 roku, zmniejszając się do 581 osób. Stolicą gminy jest Villa Tehuelches.
Laguna Blanca graniczy od północy z Argentyną (prowincja Santa Cruz), od zachodu z prowincją Última Esperanza, od wschodu z gminą San Gregorio, od południa z gminą Punta Arenas i od południowego zachodu z gminą Río Verde.
Na terenie gminy znajduje się pomnik historyczny o charakterze archeologicznym Morro Chico.